# Портрет на Карлос III де Бурбон яздещ кон
„Портрет на Карлос III де Бурбон яздещ кон“ (на италиански: Ritratto equestre di Carlo di Borbone) е картина на италианския художник Франческо Лиани от 18 век. Картината (315 х 258 см) е изложена в Зала 34 на Национален музей „Каподимонте“, Неапол. Използвана техника е маслени бои върху платно.

## История
Картината е нарисувана в последните години преди заминаването на Карлос III и съпругата му Мария-Амалия Саксонска за Испания. Картината е изложена в Кралския апартамент в Музей „Каподимонте“ в Неапол. Подобен на нея този портрет е и Портрет на Мария-Амалия Саксонска яздеща кон от същия художник.

## Описание
Творбата на художника, характеризираща се с подчертано испанска линия, е малко необичайна за периода, в който е рисувана. Кралят е изобразен облечен в ловни дрехи, яздещ неоседлан буен кон. В жеста на дясната ръка на Карлос III се забелязва известният жест на Октавиан Август. Зад краля са изобразени двама мъже на коне, както и друга група хора, които могат да се видят на заден план, символизиращи ловна дружина. Художникът ни представя краля и свитата му излезли на лов. На фона са видими очертанията на замък.